# Гордеев, Михаил Александрович
Михаил Александрович Гордеев (род. 6 сентября 1966) — российский самбист и тренер, Заслуженный тренер России по самбо (1997). Из-за травмы рано оставил большой спорт. В 21 год начал тренерскую деятельность. Служил в Чехословакии.
Среди воспитанников Гордеева — чемпион России, Европы и мира Денис Мухин (1980); чемпион России и мира, бронзовый призёр Европейских игр 2019 года Андрей Кубарьков (1993); чемпион России и мира, призёр чемпионатов Европы Сергей Шибанов (1981); призёр чемпионатов России, чемпион Европы Павел Румянцев (1987); бронзовый призёр чемпионата России Артём Сарычев (1989); бронзовый призёр чемпионата России Вадим Саратовцев (1985).